# Wilhelm I. von der Mark
Graf Wilhelm I. von der Mark (niederländisch Willem van der Marck, französisch Guillaume de La Marck; * um 1446; † 18. Juni 1485 in Maastricht) war ein niederländischer Edelmann aus der Linie Arenberg des weitverzweigten Adelsgeschlechts von der Mar(c)k.

## Leben
Seine Eltern waren Johann von der Marck-Arenberg (1410–1470) und dessen Ehefrau die Gräfin Anna von Virneburg († 1480).
Graf Wilhelm I. von der Mark galt als ein unruhiger und ungestümer Adliger. Dies trug ihm den Beinamen „Eber der Andennen“ ein. Er wurde Regent von Lüttich, doch zeigt sich bald, dass er sein Amt missbrauchte und vor Willkür und Gewalttaten nicht zurückschreckte. Daraufhin beschlossen die Landstände des Bistums Lüttich, Wilhelm für die Dauer von 50 Jahren aus der Stadt zu verbannen.
Wilhelm knüpfte Verbindungen zu König Ludwig XI. von Frankreich, von dem bekannt war, dass er im Bistum Lüttich Einfluss nehmen wollte. Seit 1478 sind Zahlungen aus der französischen Staatskasse an Wilhelm dokumentiert. Mit französischer Hilfe zog er 1482 rachedürstend gegen Lüttich, besiegte die städtischen Truppen und erschlug Bischof Louis de Bourbon mit der Streitaxt. Danach zog er in Lüttich ein, ließ seinen Sohn zum Bischof wählen, riss die Herrschaft wieder an sich und stellte sich an die Spitze einer Verschwörung gegen Maximilian I.
Als Ludwig XI. am 23. Dezember 1482 mit Maximilian Frieden schloss, verlor Wilhelm zuerst seinen Rückhalt und dann seinen Herrschaftsbereich. An Maximilian, dessen Truppen auf Lüttich vorrückten, verlor er eine Stadt nach der anderen: Sint-Truiden, Hasselt und schließlich Tongern. Als die beiden Bürgermeister von Lüttich darauf drängten, mit Maximilian Frieden zu schließen, ließ Wilhelm sie ermorden. 1484 musste Wilhelm sich schließlich den Belagerern der Stadt Lüttich ergeben. Maximilian ließ ihn ergreifen und am 18. Juni 1485 in Maastricht enthaupten.

## Familie
Wilhelm von der Mark heiratete (spätestens 1463) Johanna van Arschot van Schoonhoven († 18. März 1506). Das Paar hatte mehrere Kinder:
- Johann (* 1462; † 14. August 1519) ⚭ 1499 Margareta von Runkel († 1547)
- Guillaume († 20. Mai 1516), Seigneur de Montbazon; ⚭ Renée du Fou († 18. März 1506), Erbtochter von Jean du Fou, Seigneur de Rostrenen, und Jeanne de La Rochefoucauld, Baronne de Montbazon, Witwe von Louis III. de Rohan († 1498).
- Margareta († 1509)

⚭ 1483 Lancelot de Berlaymont († 1484 ermordet);
⚭ Friedrich von Sombreffe († 1504)
- Maria Isabella ⚭ Jean de Lorraine, bastard de Vaudemont († 1510)
- Adolphe († vor 1485) ⚭ 1478 Marie-Madeleine von Hamal (heiratet Guillaume II. de Croy, Duque de Soria y de Archi etc., † 1521)
- Apollonie

⚭ 1472 Dietrich von Pallant († 1481)
⚭ Erkinger von Schwartzenberg († 1510)